# زیردریایی یو-۳۰۷
زیردریایی یو-۳۰۷ (به انگلیسی: German submarine U-307) یک زیردریایی بود که طول آن ۶۷٫۱ متر (۲۲۰ فوت ۲ اینچ) بود. این زیردریایی در سال ۱۹۴۲ ساخته شد.